# Відносини Московського князівства і Золотої орди
Відносини Московського князівства і Золотої орди — сукупність відносин між Московським князівством і Золотою Ордою в XIV-XV століттях. Відносини виражались в певних взаємних військових і політичних діях. 

## Основні події
1317 рік князь Юрій одружується із сестрою Узбек хана, хана Золотої Орди. 
1319-1320 роки. Хан Узбек на чолі татаро-монгольських військ, із залученням суздальських і московських дружин, здійснив похід на Арран - володіння Хулагуїдів на території сучасного Азербайджану.
1327 рік. Активна участь Московських військ під керівництвом Івана Калити в придушенні антиординського повстання на Русі. Руйнування московськими військами Тверського князівства. Піднесення статусу Московського князівства в Золотій орді. В нагороду за придушення повстання Іван Калита отримав посаду збирача податків для Золотої орди на території Русі. Під час свого правління Іван Калита значно підсилив союз Московського князівства з Золотою ордою. 
1330 і далі. Суздальські й московські військові дружини направлені в завойований монголами Китай, де виступають як окремий полк гвардії, представляючи Московське князівство у церемоніальних урочистостях.
"Обмін підданими для несення військової служби між Улусами Монгольської імперії мав місце ще в XIV ст. Узбек, хан Золотої Орди, як Чингизид, мав в Китаї великі земельні володіння, з яких отримував дохід. Зате він поставляв зі свого (великого) улусу воїнів, російських(московитів) і ясів, до складу імператорської (ординської) гвардії, в Пекін. Там в 1330 був сформований "Охоронний полк з росіян (московитів), який прославляє вірність". Полк був розквартирований північніше Пекіна, і в мирний час військові поселенці поставляли до імператорського столу дичину і рибу.
1335-1336 роки. Хан Золотої Орди Узбек скоїв вдруге похід на Арран - володіння Хулагуїдів на території сучасного Азербайджану, куди, як завжди, залучав війська Московського князя.
1339-1340 роки. За вказівкою хана Узбека ординські і московські війська намагалися підкорити Смоленське князівство, яке до того часу вже увійшло до складу ВКЛ. Похід військ виявився невдалим. Як писав історик Карамзін: "... Іоанн (Іван) Олександрович (Князь Смоленський) ..., вступивши в союз з Гедиміном (Великий князь Литовський), захотів ... повної незалежності ... Узбек ... відрядив могольського Воєводу, на ім'ям Товлубій , і дав наказ всім "нашим" (московським і суздальським) Князям йти на Смоленськ ... Здавалося, що сполучені полки Моголів і Князів Російських (всього лише Московія-суздальських) повинні були одним ударом розтрощити Державу Смоленську, але, підступи до міста, вони тільки поглянули на стіни і, не зробивши нічого, віддалилися!". 
1356-1357 роки. За вказівкою Хана Джанібека, який правив в Орді з 1342 по 1357 роки, московські дружини брали участь у військовому поході Хана в Персію. Саме у війська на Кавказ був викликаний і Митрополит Олексій, щоб лікувати дружину хана Джанібека - Тайдулу.
1406-1408 роки. Участь військ Золотої орди на стороні Московського князівства у Московсько-Литовській війні. В даному конфлікті Золота орда виступала фактично союзником Московського князівства. 